# Invizimals
Az Invizimals spanyol televíziós 3D-s számítógépes animációs sorozat. Magyarországon 2015. szeptember 12. és 24. között a Megamax adta.

## Magyar hangok
- Bogdán Gergő, Czető Zsanett, Boldog Gábor, Szabó Máté, Bogdányi Titanilla, Papucsek Vilmos, Bolla Róbert, Baráth István, Gubányi György István

## Epizódok
1. A szövetség 1. rész (The Alliance I)
2. A szövetség 2. rész (The Alliance II)
3. A szövetség 3. rész (The Alliance III)
4. A két dimenzió története 1. rész (A Tale of two Dimensions II)
5. A két dimenzió története 2. rész (A Tale of two Dimensions II)
6. A két dimenzió története 3. rész (A Tale of two Dimensions II)
7. A legjobb játék (Best Game Ever)
8. Fagyi küldetés (Mission Ice Cream)
9. A nagy mendóza (El Gran Mendoza)
10. Tigriscápa kalandja (A Tigershark in a China Shop)
11. Agyagkatonák (Terracotta Warriors)
12. Tréfalima (Jestered)
13. A titokzatos Mr. Black (Welcome Mr. Black)